# キング・ファハド・カップ1995
キング・ファハド・カップ1995（英: King Fahd Cup 1995）は、1995年1月6日から1月13日にかけて、サウジアラビアで開催された第2回目のキング・ファハド・カップである。

## 出場国
| チーム         | 大陸連盟 | 参加資格                            | 回数           |
| -------------- | -------- | ----------------------------------- | -------------- |
| サウジアラビア | AFC      | 開催国                              | 2大会連続2回目 |
| 日本           | AFC      | AFCアジアカップ1992 優勝            | 初出場         |
| ナイジェリア   | CAF      | アフリカネイションズカップ1994 優勝 | 初出場         |
| メキシコ       | CONCACAF | 1993 CONCACAFゴールドカップ 優勝    | 初出場         |
| アルゼンチン   | CONMEBOL | コパ・アメリカ1993 優勝             | 2大会連続2回目 |
| デンマーク     | UEFA     | UEFA EURO '92 優勝                  | 初出場         |

## 会場
| 都市   | スタジアム名                   | 収容人数 |
| ------ | ------------------------------ | -------- |
| リヤド | キング・ファハド国際スタジアム | 67,000人 |

## 結果

### グループリーグ

#### グループ A
| 順 | チーム         | 試 | 勝 | 分 | 敗 | 得 | 失 | 差 | 点 |
| -- | -------------- | -- | -- | -- | -- | -- | -- | -- | -- |
| 1  | デンマーク     | 2  | 1  | 1  | 0  | 3  | 1  | +2 | 4  |
| 2  | メキシコ       | 2  | 1  | 1  | 0  | 3  | 1  | +2 | 4  |
| 3  | サウジアラビア | 2  | 0  | 0  | 2  | 0  | 4  | −4 | 0  |

| 1995年1月6日 18:15 |

| サウジアラビア | 0 - 2    | メキシコ                    |
|                | レポート | ルイス・ガルシア 65分, 82分 |

| キング・ファハド国際スタジアム（リヤド） 観客数: 25,000人 主審: サルバドール・インペラトーレ |

| 1995年1月8日 00:00 |

| サウジアラビア | 0 - 2    | デンマーク                                |
|                | レポート | B.ラウドルップ 43分 · ヴィーゴルスト 90分 |

| キング・ファハド国際スタジアム（リヤド） 観客数: 10,000人 主審: リム・キー・チョン |

| 1995年1月10日 00:00 |

| メキシコ                                        | 1 - 1 (延長) | デンマーク                                  |
| ルイス・ガルシア 25分                           | レポート     | ラスムッセン 48分                           |
|                                                 | PK戦         |                                             |
| スアレス デル・オルモ ルイス・ガルシア ベルナル | 2 - 4        | シェーンベリ M.ラウドルップ J.ヘフ リーパー |

| キング・ファハド国際スタジアム（リヤド） 観客数: 20,000人 主審: サルバドール・インペラトーレ |

#### グループ B
| 順 | チーム       | 試 | 勝 | 分 | 敗 | 得 | 失 | 差 | 点 |
| -- | ------------ | -- | -- | -- | -- | -- | -- | -- | -- |
| 1  | アルゼンチン | 2  | 1  | 1  | 0  | 5  | 1  | +4 | 4  |
| 2  | ナイジェリア | 2  | 1  | 1  | 0  | 3  | 0  | +3 | 4  |
| 3  | 日本         | 2  | 0  | 0  | 2  | 1  | 8  | −7 | 0  |

| 1995年1月6日 01:00 |

| 日本 | 0 - 3    | ナイジェリア                                   |
|      | レポート | アムニケ 4分 · アデポジュ 55分 · アモカチ 65分 |

| キング・ファハド国際スタジアム（リヤド） 観客数: 25,000人 主審: イオン・クラチュネスク |

| 1995年1月8日 20:00 |

| 日本          | 1 - 5    | アルゼンチン                                                                     |
| 三浦知良 57分 | レポート | ランベルト 31分 · オルテガ 45分 · バティストゥータ 47分, 87分 (PK) · チャモ 54分 |

| キング・ファハド国際スタジアム（リヤド） 観客数: 10,000人 主審: ロドリゴ・バディージャ |

| 1995年1月10日 01:00 |

| ナイジェリア | 0 - 0    | アルゼンチン |
|              | レポート |              |

| キング・ファハド国際スタジアム（リヤド） 観客数: 20,000人 主審: アリ・ブジサイム |

### 順位決定戦

#### 3位決定戦
| 1995年1月13日 18:00 |

| メキシコ                                                           | 1 - 1 (延長) | ナイジェリア                                   |
| ラミレス 20分                                                      | レポート     | アモカチ 31分                                  |
|                                                                    | PK戦         |                                                |
| ガルシア・アスペ ルイス・ガルシア ガリンド エルモジージョ スアレス | 5 - 4        | オコチャ アデポジュ エグアボン イロハ アムニケ |

| キング・ファハド国際スタジアム（リヤド） 観客数: 20,000人 主審: イオン・クラチュネスク |

#### 決勝
| 1995年1月13日 20:15 |

| デンマーク                             | 2 - 0    | アルゼンチン |
| M.ラウドルップ 8分 · ラスムッセン 75分 | レポート |              |

| キング・ファハド国際スタジアム（リヤド） 観客数: 35,000人 主審: アリ・ブジサイム |

## 優勝国
| キング・ファハド・カップ1995優勝国 |
| ---------------------------------- |
| · デンマーク · 初優勝              |